# Rue complète

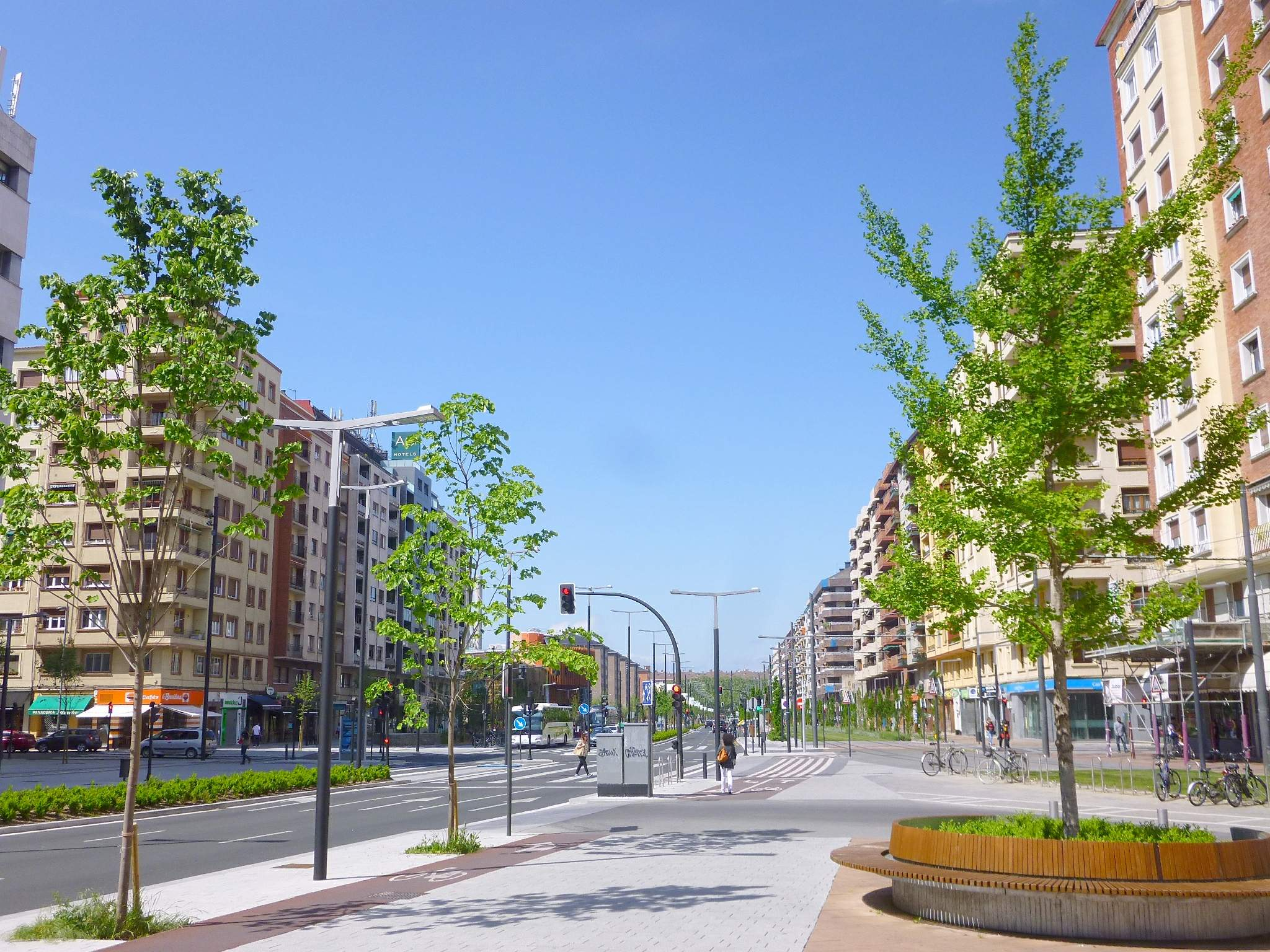
L'avenue de Gasteiz à Vitoria est un exemple de rue complète, comprenant des trottoirs arborés, un mobilier aimable, fontaines à eau potable publiques, une piste cyclable, un tramway et le chaussée.

Dans l'urbanisme et la mobilité, le concept de rue complète se réfère à la conception d'une voie urbaine permettant des déplacements accessibles, sûrs, confortables et directs pour tous les utilisateurs potentiels, indépendamment de leur capacité, de leur âge ou de leur moyen de transport,,,.
Ce concept est utilisé pour les grandes avenues et rues, qui devraient inclure, en plus de la chaussée, des trottoirs pour les piétons avec des arbres, des bancs et des passages cloutés à intervalles réguliers, des voies cyclables sûres et interconnectées pour les cyclistes, ainsi que des voies réservées aux bus ou des lignes de tramway exclusives afin que les transports en commun soient efficaces en évitant les embouteillages des transports privés,.
Le concept de rue complète est complémentaire à celui de rue résidentielle et de rue piétonne pour les rues plus étroites, où la priorité est donnée aux piétons et où il n'y a pas de différenciation des zones pour chaque utilisateur.